# تپه اطراف شهر سوخته ۸۲
تپه اقماری شهر سوخته ۸۲ مربوط به هزاره سوم قبل از میلاد است و در شهرستان زاهدان، بخش شیب آب، دهستان لوتک واقع شده و این اثر در تاریخ ۱۱ مرداد ۱۳۸۴ با شمارهٔ ثبت ۱۲۵۳۲ به‌عنوان یکی از آثار ملی ایران به ثبت رسیده است.